# Lijst van voetbalinterlands Algerije - Zuid-Afrika
Deze lijst van voetbalinterlands is een overzicht van alle officiële voetbalwedstrijden tussen de nationale teams van Algerije en Zuid-Afrika. De Afrikaanse landen hebben tot op heden zes keer tegen elkaar gespeeld. De eerste wedstrijd, een kwartfinale van de Afrika Cup 1996, vond plaats op 27 januari 1996 in Johannesburg. Het laatste duel, een groepswedstrijd tijdens het African Championship of Nations 2024, werd gespeeld in Kampala (Oeganda) op 8 augustus 2025.

## Wedstrijden
| № | Plaats       | Datum           | Competitie                           | Wedstrijd              | Uitslag |
| - | ------------ | --------------- | ------------------------------------ | ---------------------- | ------- |
| 1 | Johannesburg | 27 januari 1996 | Afrika Cup 1996                      | Zuid-Afrika − Algerije | 2 − 1   |
| 2 | Kumasi       | 2 februari 2000 | Afrika Cup 2000                      | Zuid-Afrika − Algerije | 1 − 1   |
| 3 | Johannesburg | 12 januari 2013 | Vriendschappelijk                    | Zuid-Afrika − Algerije | 0 − 0   |
| 4 | Mongomo      | 19 januari 2015 | Afrika Cup 2015                      | Algerije − Zuid-Afrika | 3 − 1   |
| 5 | Algiers      | 26 maart 2024   | Vriendschappelijk                    | Algerije − Zuid-Afrika | 3 − 3   |
| 6 | Kampala      | 8 augustus 2025 | African Championship of Nations 2024 | Algerije − Zuid-Afrika | 1 − 1   |

## Samenvatting
| Competitie                      | Totaal gespeeld | Winst Algerije | Gelijk | Winst Zuid-Afrika | Doelsaldo Algerije – Zuid-Afrika |
| ------------------------------- | --------------- | -------------- | ------ | ----------------- | -------------------------------- |
| Afrika Cup                      | 3               | 1              | 1      | 1                 | 5 − 4                            |
| African Championship of Nations | 1               | 0              | 1      | 0                 | 1 − 1                            |
| Vriendschappelijk               | 2               | 0              | 2      | 0                 | 3 − 3                            |
| Totaal                          | 6               | 1              | 4      | 1                 | 9 − 8                            |

Wedstrijden bepaald door strafschoppen worden, in lijn met de FIFA, als een gelijkspel gerekend.